# Motpartsrisk
Motpartsrisk (en. Counterparty Risk eller Counterparty Credit Risk, CCR) är en typ av kreditrisk, nämligen risken att motparten i en derivathandel inte kan uppfylla sina betalningsskyldigheter. Storleken på motpartsrisken beror dels på hur stor den framtida exponeringen gentemot motparten är, det vill säga hur stort belopp betalningskravet kan uppgå till, dels på sannolikheten för att motparten går i konkurs innan betalningarna har genomförts.

## Kvantitativ beräkning
Att beräkna exponeringen för en portfölj av derivat vid olika tidpunkter i framtiden är en komplicerad uppgift, som kräver statistiska simulationsmodeller. Till skillnad från ett lån, där värdet i framtiden i stort sett är känt på förhand, kommer marknadsvärdet på ett derivat att variera beroende på ändringar i de underliggande riskfaktorerna, vilket kan vara räntor, valutakurser, aktieindex, etc.
Sannolikheten för att motparten tvingas ställa in betalningarna kan för större institutioner och företag uppskattas via marknadens priser på de Credit Default Swaps (CDS) som har dessa namn som underliggande. Vid inställda betalningar förloras vanligen inte hela beloppet, så vid beräkning av motpartsrisk multiplicerar man även med Loss Given Default (LGD) för att få den faktiska förlusten.

## Hantering via kollateral
Ett effektivt sätt att motverka motpartsrisk är att skriva avtal om kollateral, det vill säga att man ställer belopp eller värdepapper som säkerhet för eventuella framtida skulder. För att beräkna portföljvärden och utbyta kollateral dagligen, så kallad variation margin, krävs infrastruktur som enbart stora banker och institutioner har resurser till. Det finns ibland också krav på en större summa kollateral som buffert redan från kontraktets början, så kallad initial margin. Dessa summor som reserveras för säkerhet innebär att finansiella derivat blir dyrare att finansiera.

## Reglering
Motpartsrisk har varit ett stort fokus för myndigheternas regleringar sedan finanskrisen 2008. Det är framför allt Basel-kommittén för finansiell stabilitet som utarbetar förslag på reglering tillsammans med finansinspektioner och i dialog med finansindustrin, och det är sedan upp till enskilda valutaområden att omvandla kommitténs förslag till lagstiftning.